# Pu Ji kínai császár
 Pu Ji (tradicionális kínai: 溥儀, egyszerűsített kínai: 溥仪, pinjin átírással Pǔyí, más átírással Puji, uralkodói nevén Hszüan-T'ung), (Peking, 1906. február 7. – Peking, 1967. október 17.) a Csing-dinasztia, és egyben Kína utolsó császára, akit háromévesen ültettek trónra, de viszonylag rövid időn belül letaszították onnan. Később 11 napig újból Kína császára. 1934-től a Japán által irányított bábállam, Mandzsukuo császárává tették. Látszaturalkodása 1945-ig tartott, mikor is a szovjet hatóságok elfogták. Később börtönben is volt és több megaláztatás is érte. 1959-ben amnesztiát kapott, 1967-ben halt meg.

## Élete

### Származása

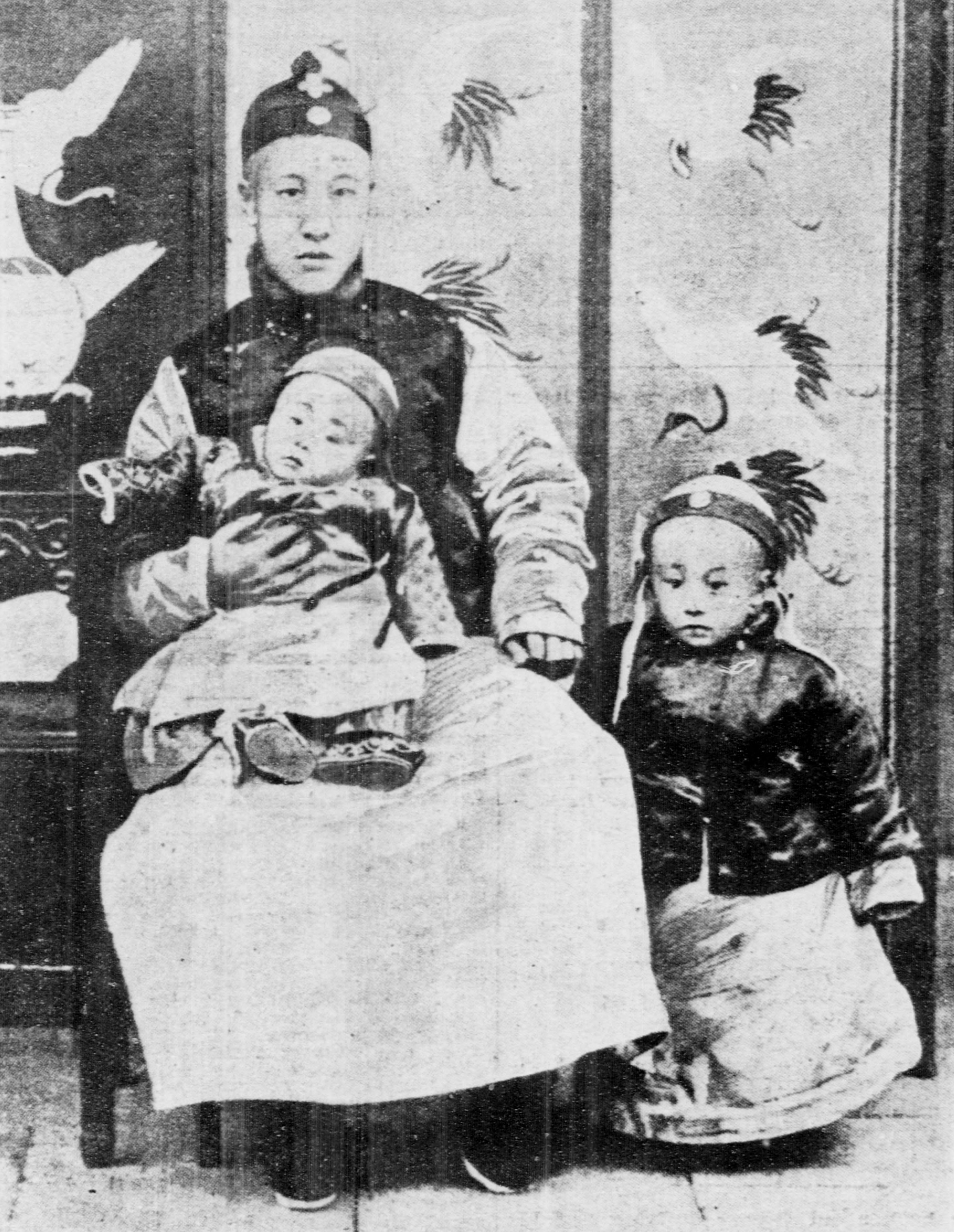
Caj-feng (Zaifeng) herceg, mellette Pu Ji (Puyi). Az ölében a második fiát, Pu Csiét (Pu Jie-t) tartja. (1909.)

1906. február 7-én született Pekingben, a Tiltott Városban. Apja, Caj-feng (Zaifeng), Csun (Chun) második hercege volt. Az ő testvére volt Kuang-hszü kínai császár (Guangxu kínai császár) császár, de felette a valódi hatalmat Ce-hszi császárné gyakorolta. Pu Ji (Puyi) volt az apja két felesége által szült tizenegy gyereke közül a legidősebb.

### Trónra lépése és uralkodása
Háromévesen örökölte a mandzsu trónt, miután nagybátyja, Kuang-hszü (Guangxu) császár 1908. november 14-én elhunyt. Három évig uralkodott, kiskorúsága miatt apja volt mellette a régens, mígnem 1912. február 12-én az előző évben lezajlott polgári forradalom következtében a forradalmárok megdöntötték a Csing (Qing)-dinasztiát és Pu Ji (Puyi) lemondásra kényszerült.

### A trónfosztott császár
A kiskorú Pu Ji (Puyi) megtartotta titulusát, trónjának és hatalmának elvesztését követően is a Tiltott Városban élt. 1917. július 1-jén Csang Hszün tábornok segített neki visszakerülni a trónra, ám csapatai 11 nap múlva vereséget szenvedtek, és a kezdeményezés elbukott, Pu Ji pedig újra trónfosztott lett. Amikor betöltötte a 18. évét, Feng Jü-hsziang hadúr véglegesen megfosztotta trónjától, elűzte a Tiltott városban levő palotájából és a köztársaság egyszerű polgárának nyilvánította.

### Mandzsukuo császára
A mandzsuk szerették volna visszaültetni Pu Ji (Puyi)t a trónra, és azt akarták, hogy együttműködjön a nyugati nagyhatalmakkal, ami segíthetett volna e cél elérésében. Amikor a japánok 1931-ben megszállták Mandzsúriát, Pu Ji elfogadta az ajánlatukat, hogy legyen az újonnan létrehozott Mandzsukuo állam főbiztosa, majd 1934-ben annak császárává avatták Kang-te (Kangde) néven. Csak látszatra kormányzott, az igazi hatalom a japánok kezében volt és a császárt lényegében háziőrizetben tartották, egészen addig, amíg a szovjet Vörös Hadsereg egységei meg nem szállták Mandzsúriát. Pu Ji (Pu Ji) egyre inkább követte a buddhizmus tanait és hamarosan vegetáriánus lett, mondván, hogy őseinek és rokonainak transzformációja.

### További sorsa
A háború vége után orosz hadifogságba esett és a Szovjetunióba vitték, ahol háziőrizetben (átnevelőtáborban) tartották. Felesége közvetlenül a háború után meghalt, a börtönben való rossz bánásmód miatt, de ő erről csak három év elteltével értesült. 1950-ben visszatért Kínába. Itt 9 évi börtönre ítélték. Bár 1959-ben amnesztiával szabadult, a kommunista kormány bábja lett, sőt, 1962-ben Mao Ce-tung (Mao Zedung) parancsára feleségül is vette a párt egyik tagját – ezzel először fordult elő, hogy egy mandzsu uralkodó kínai nőt vett feleségül. Ismét Pekingbe költözött, és egy botanikus kert javítóműhelyében, később pedig a nemzeti könyvtárban dolgozott. Megírta emlékiratait Az utolsó kínai császár voltam címmel. 1967. október 17-én halt meg betegeskedés után Pekingben.

## Családja

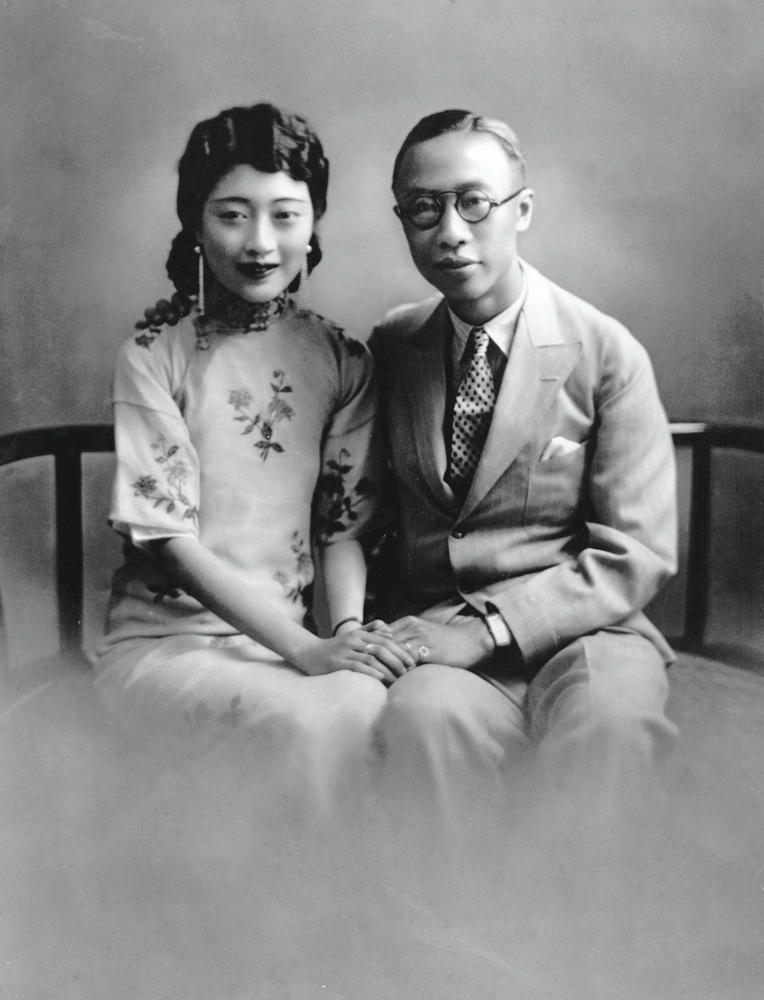
Pu Ji feleségével, Kína utolsó császárnéjával

- Három fiútestvére és hét életben maradt nővére volt.
- Élete során öt felesége volt

## Személye a kultúrában
- Önéletrajzát több nyelvre is lefordították, Magyarországon az első kiadásra 1969-ben került sor.
- Bernardo Bertolucci olasz filmrendező Pu Ji önéletrajza alapján 1987-ben elkészítette az Utolsó császár című filmjét, amely hatalmas világsiker lett, és többek között kilenc Oscar-díjat és négy Golden Globe-díjat nyert.